# Ратцебург
Ра́тцебург (нем. Ratzeburg [ˈʁatsəbʊʁk], н.-нем. Ratzborg, ист. пол. Racibórz, Raciąż, полаб. Ратибор) — город в Германии, районный центр, расположен в земле Шлезвиг-Гольштейн.
Входит в состав района Герцогство Лауэнбург. Население составляет 13 699 человек (на 31 декабря 2010 года). Занимает площадь 30,29 км². Официальный код — 01 0 53 100.

## Географическое положение
Ратцебург является неотъемлемой частью столичного региона Гамбург.
Ра́тцебург окружён четырьмя озёрами, и знаменит своими горячими источниками.

## История
Ратцебург был основан между 1000 и 1066 гг.
Во времена заселения этих мест славянами этот город назывался Ратибор и был центральным городом племени полабов.
В 1093 недалеко от города на поле Смилово войска Магнуса Саксонского и Генриха Бодричского разбили славян Вендской державы, недовольных Генрихом.

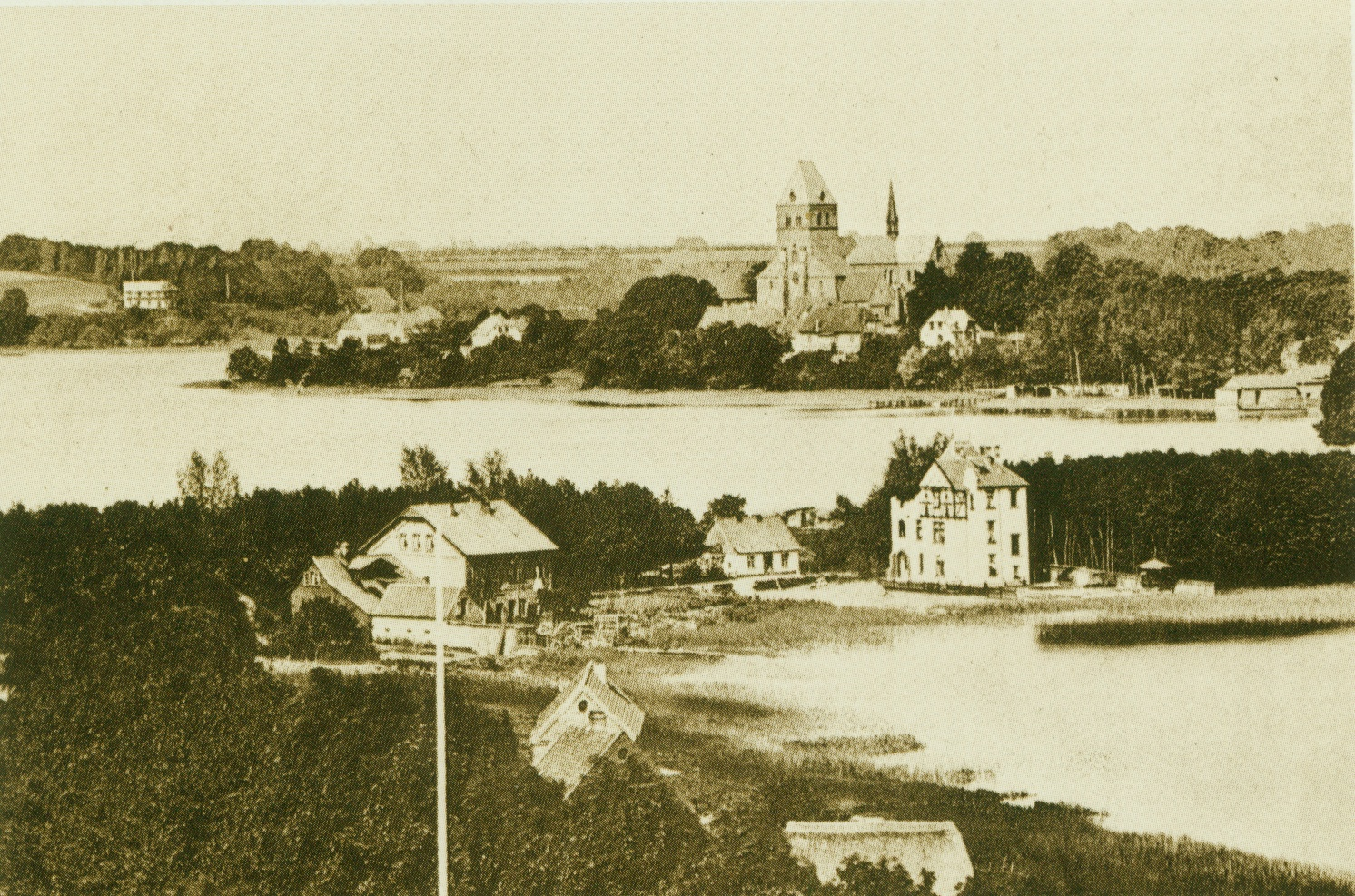
Ратцебург
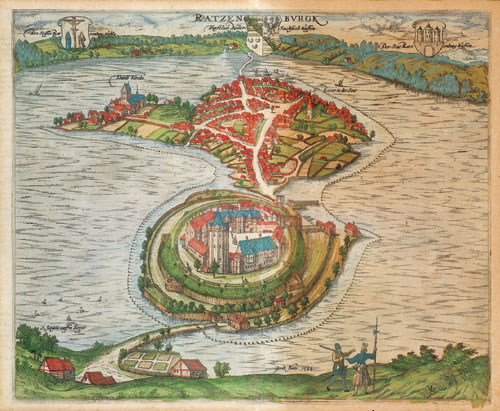
Ратцебург в 1590 году
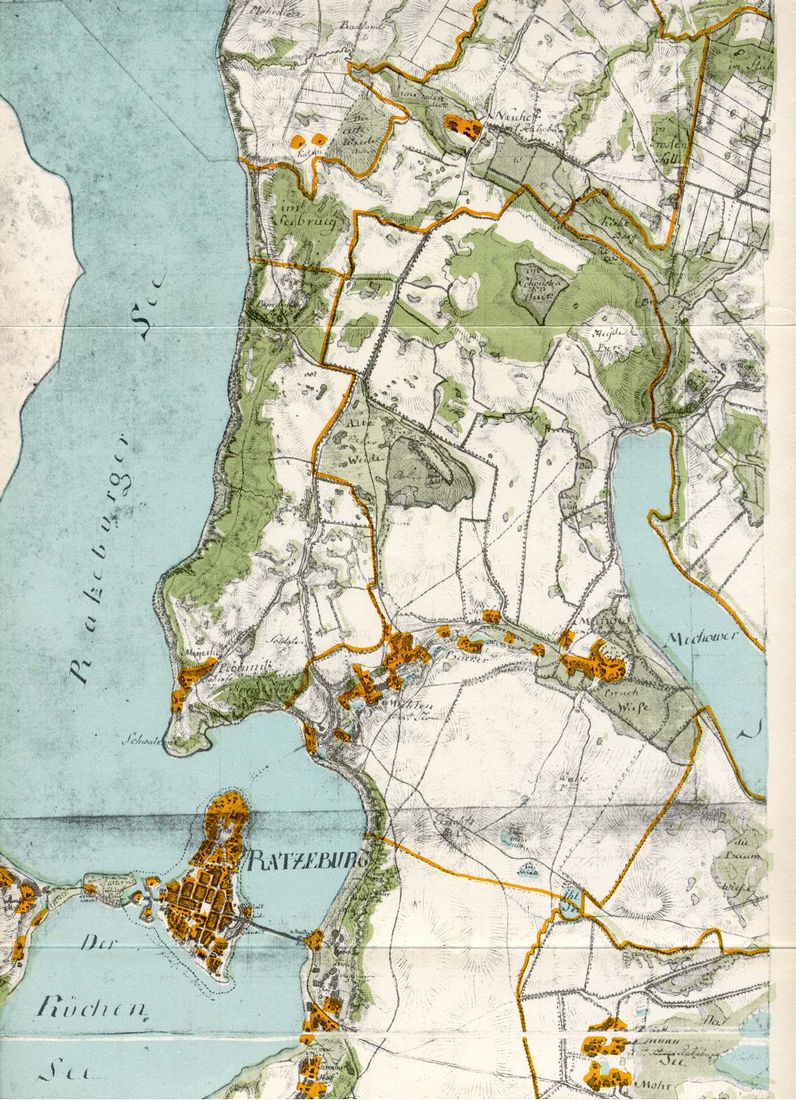
Карта города
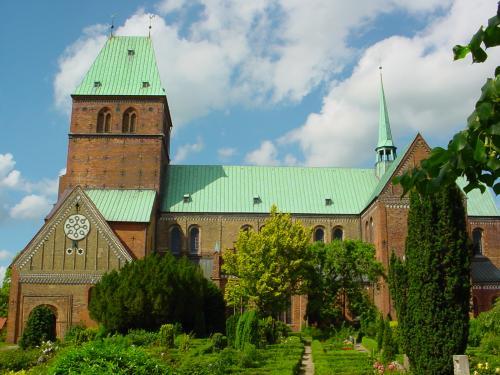
Дом Ратцебурга
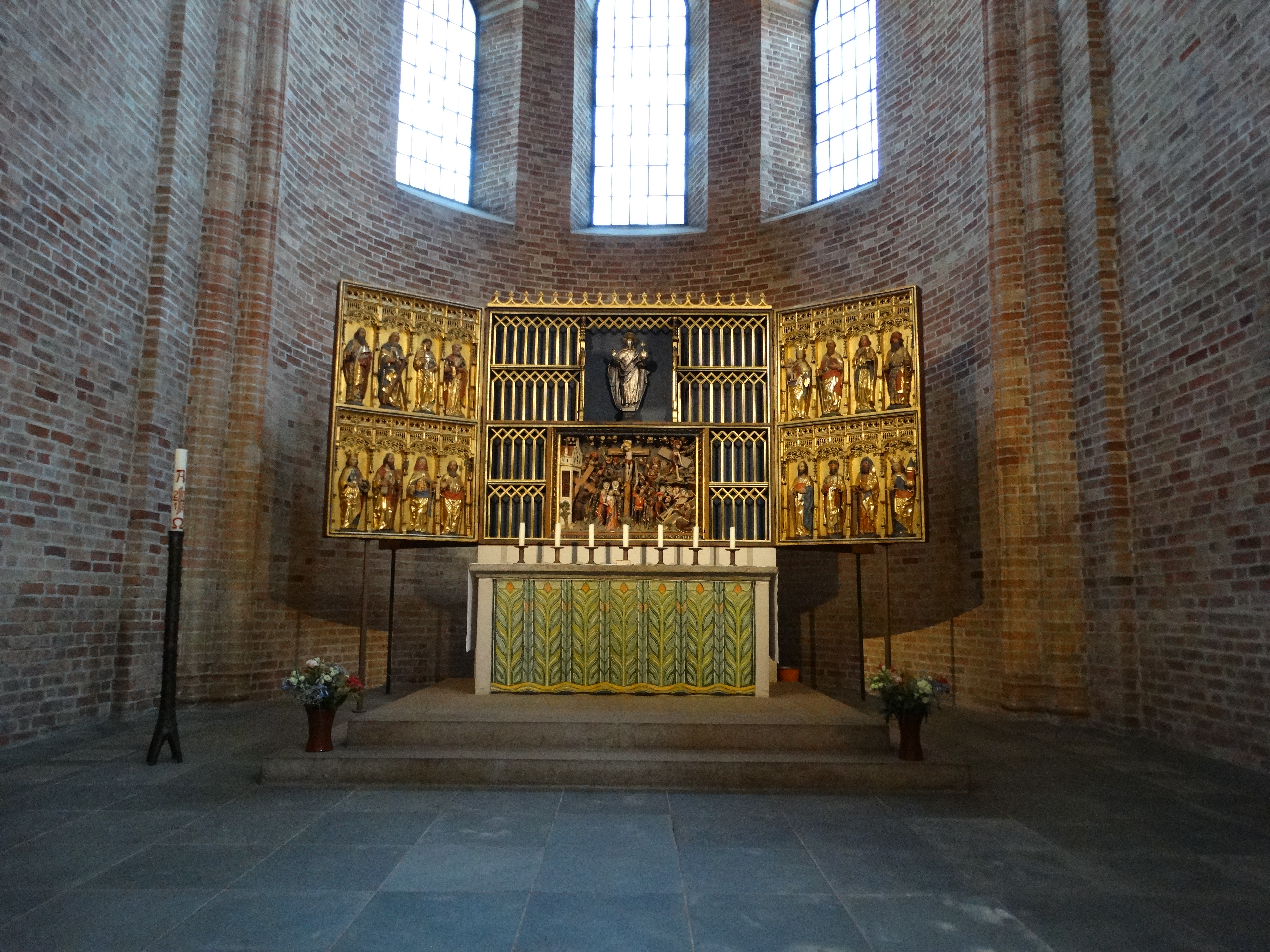
Алтарь собора в Ратцебурге
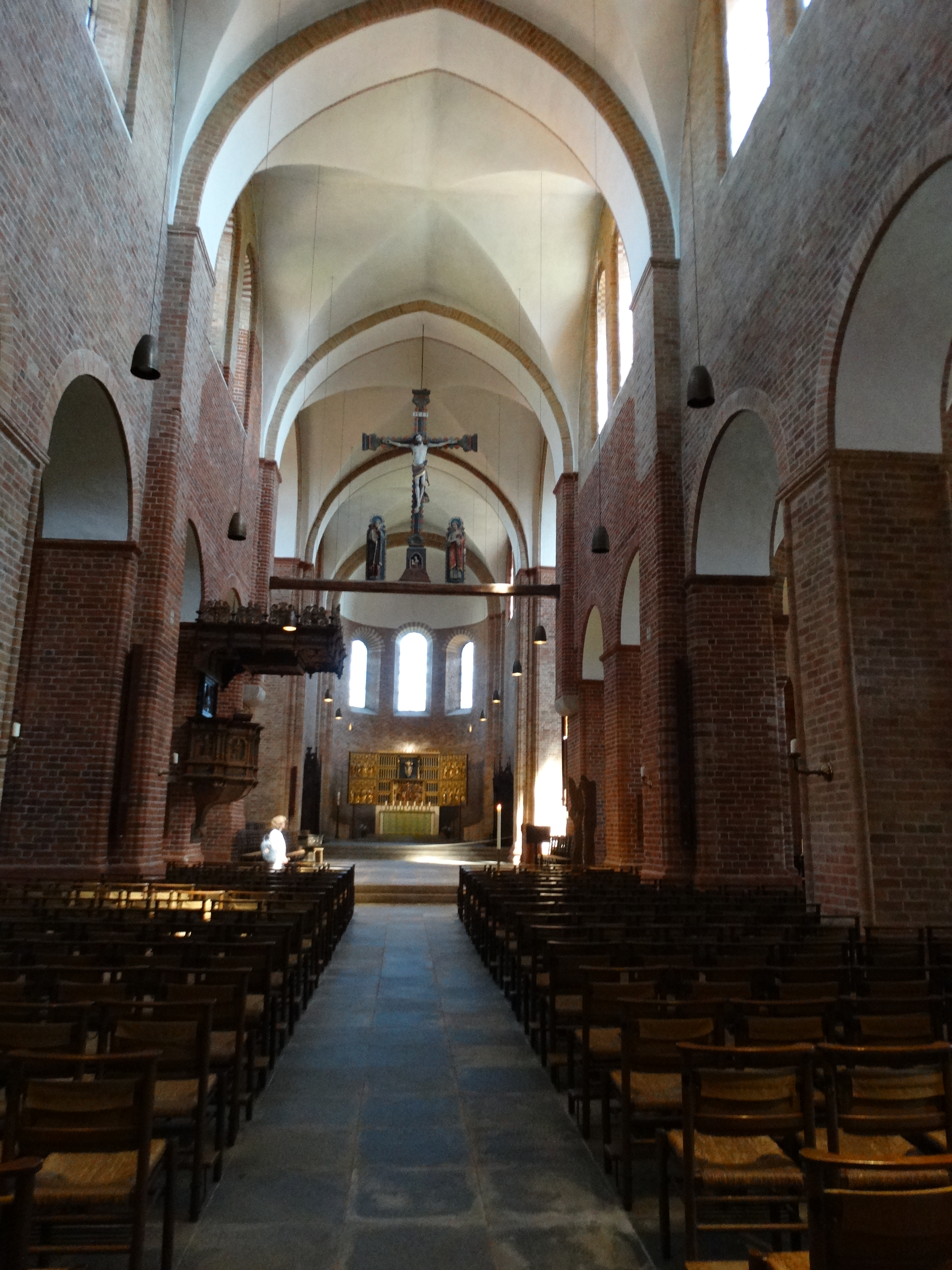
Внутренний вид собора
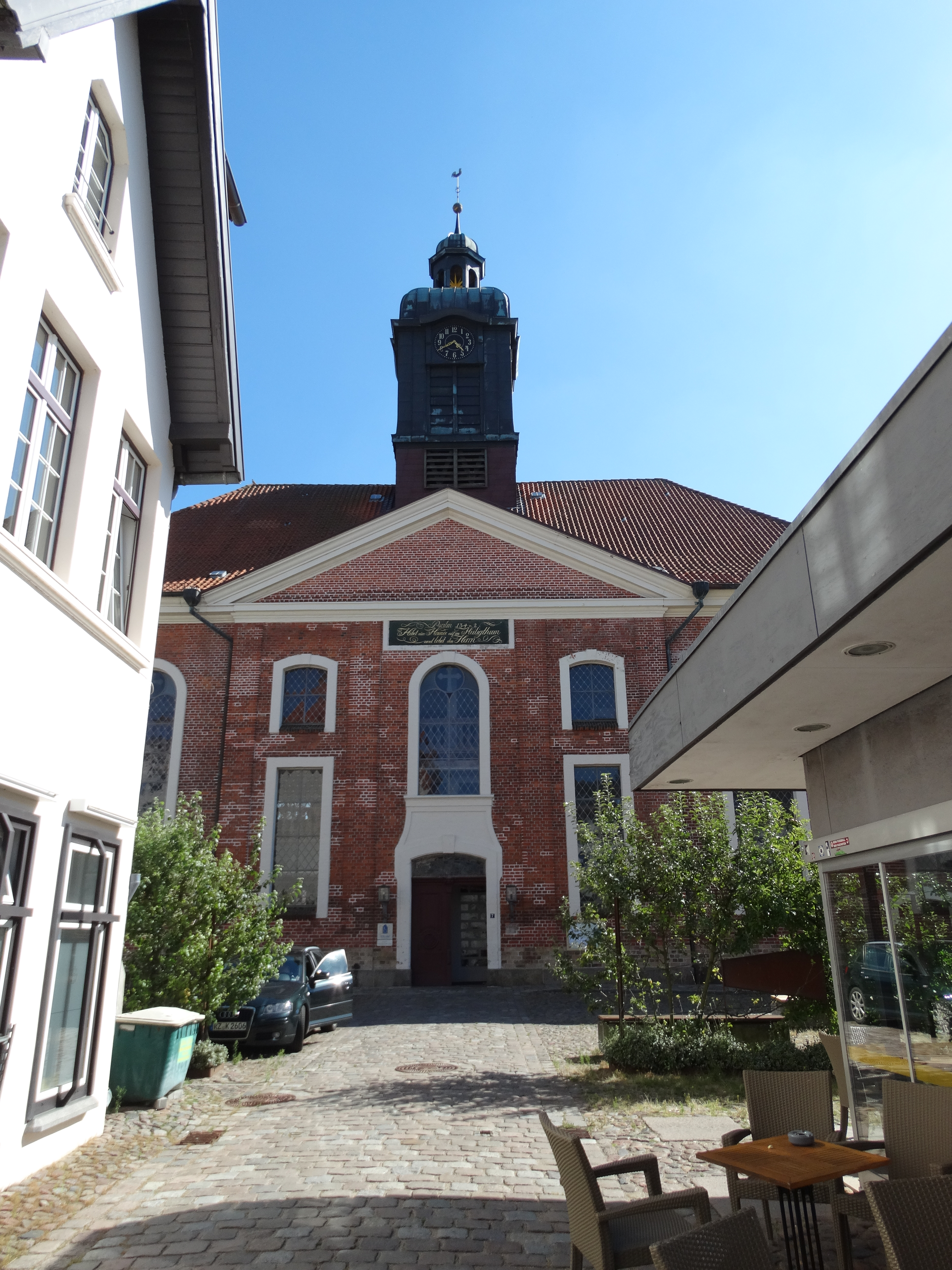
Церковь Св. Петра
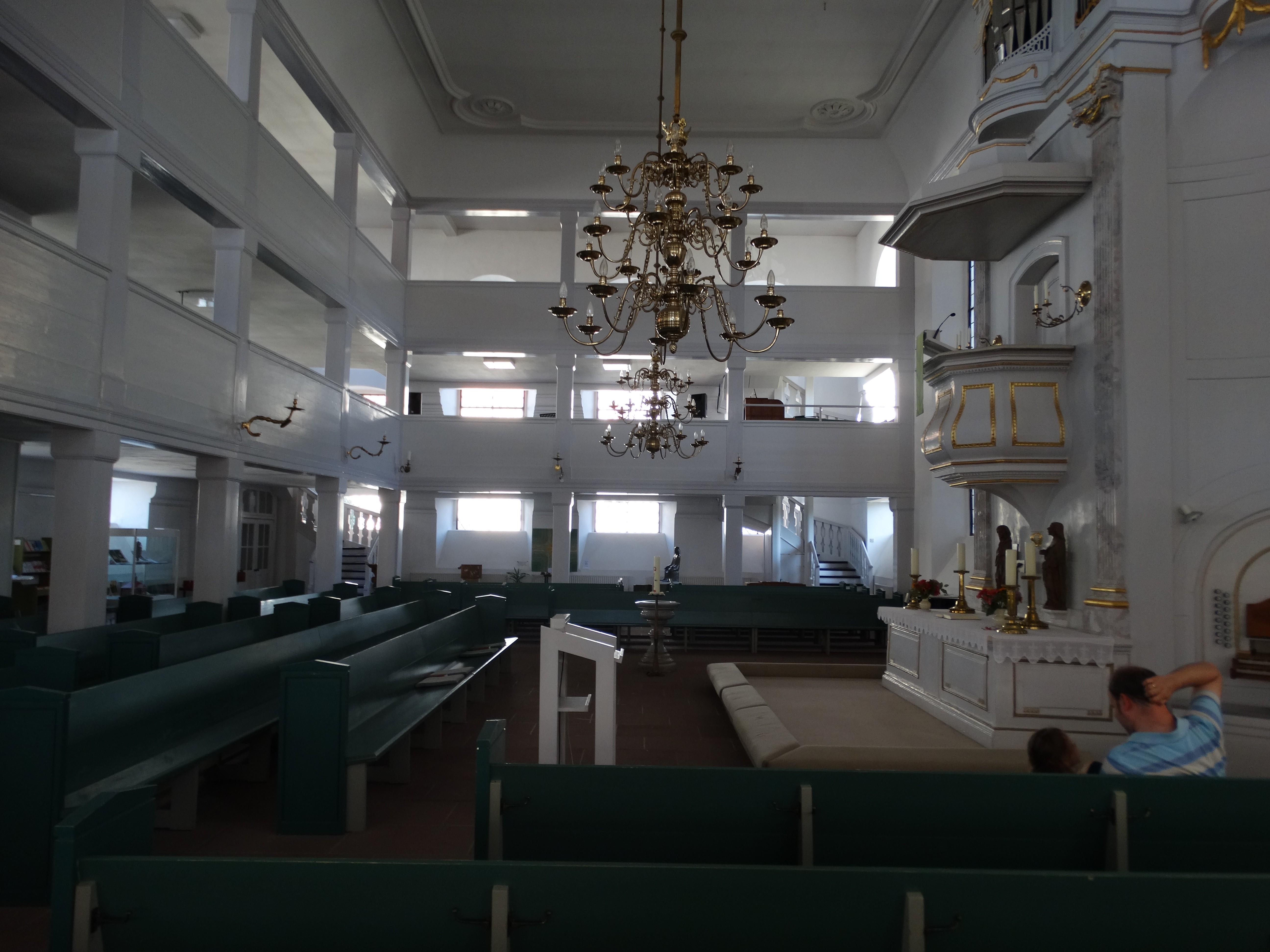
Необычное расположение алтаря в церкви Св.Петра

## Бургомистры
- 1872—1896: Gustav Heinrich Friedrich Hornborstel
- 1897—1909: Friedrich Tronier
- 1909—1925: Friedrich Goecke
- 1926—1938: Karl Saalfeld
- 1938—1939: Karl Michaelis
- 1939—1945: Max Stelter
- 1945—1946: Karl Kiesewetter
- 1946—1962: Otto Hofer
- 1962—1968: Friedhelm Schöber
- 1968—1989: Peter Schmidt
- 1989—2001: Bernd Zukowski
- 2001—2007: Michael Ziethen
- 2007: Rainer Voß

## Достопримечательности
- Музей[2] Пауля А. Вебера (1893—1980), известного немецкого литографа и карикатуриста. Основан в 1973 году в здании, построенном в 60-е годы XVIII века. В 1980 году в сад при музее была перенесена урна с прахом умершего художника.

## Знаменитые земляки
- Иоганн Фальке (1823—1876) — немецкий историк

## Города-побратимы
| - Франция — Шатийон - Дания — Рибе - Швеция — Стренгнес - Польша — Сопот - Бельгия — Еснеукс - Бельгия — Валкоурт |